# 老男孩之猛龙过江
《老男孩之猛龙过江》（英語：Old Boys: The Way of the Dragon）是一部2014年肖央编剧并导演的中国喜剧片，由儒意影业、老男孩文化投资有限公司、长影集团有限责任公司 、乐视影业、优酷联合制作出品，李仁港监制，“筷子兄弟”（肖央、王太利）、屈菁菁主演，中国于2014年7月10日正式公映。

## 剧情
肖大宝和王小帅本是一对好友，組成了一支「筷子兄弟」樂隊，卻因為美女提琴手馬璐與肖大宝陷入熱戀，影響了演出節奏，肖、王各奔西東。
馬璐後就为了自身发展与肖大宝分手，走向美國，大寶只好在低級浴场表演，還遭到解僱，萬念俱灰。而小帥因長期失業，入贅到「豐滿」的老婆家中，備受岳父母歧視與奚落，不過，小帥深信吸引力法則，許下在國際演藝圈揚名立萬的願望。
因為一名美國音樂經紀人的牽線，肖、王再度相逢，机缘巧合下打算復活「筷子兄弟」，前往美国纽约市参加选秀，冀能打败世界劲敌、成為总冠军。誰知在他們实现人生巅峰的路上，卻遇上了殺人不眨眼的黑手黨，而且，提攜他們的經紀人也不過是一名騙子....

## 角色
- 肖央 饰演 肖大宝/朴永浩
- 王太利 饰演 王小帅/朴永俊
- 屈菁菁 饰演 马璐

## 制作
2010年秋，由筷子兄弟自编自导自演《11度青春系列电影》系列的最后一部短片《老男孩》推出，讲述一对中学好朋友，人到中年，历经岁月磨练，重拾青春理想，组合乐队参加选秀的故事，在网络上广为传播，同名歌曲也取得成功。
导演肖央表示，老男孩这三字已成为“生的苦逼，渴望牛逼”的群体代表，他称：“电影讲述了一个小人物不甘现状、渴望成功的故事，相信这样的故事一定能让很多人感到共鸣。”关于片名，肖央表示：“猛龙过江”这四个字放在老男孩身上它挺幽默的，那范儿太大了，虎虎生风的那种，毋庸置疑的，排山倒海地就过来了，而老男孩是那种挺不自信的，左顾右盼的，老男孩能够猛龙过江，这里面特别有化学反应，也很像我们电影里的那个主题，两个特别普通的人，特别屌絲的人去完成了一件完全不可能完成的事儿，他们真的就“猛龙过江”了。影片有一部分在纽约市取景拍摄。

## 发行

### 原声带
筷子兄弟在2014年5月29日发布影片宣传单曲《小苹果》，引起广泛的流行效应和比较大的反响。
| 老男孩之猛龙过江 | 老男孩之猛龙过江                                     | 老男孩之猛龙过江 | 老男孩之猛龙过江 |
| 曲序             | 曲目                                                 | 词曲             | 时长             |
| ---------------- | ---------------------------------------------------- | ---------------- | ---------------- |
| 1.               | 我是愤怒（Beyond歌曲）                               |                  | 4:11             |
| 2.               | 猛龙过江                                             |                  | 3:07             |
| 3.               | 每个人都看到了希望                                   | 王太利           | 3:16             |
| 4.               | 小苹果                                               |                  | 3:31             |
| 5.               | 你一定会成功                                         |                  | 3:34             |
| 6.               | 我从来没去过纽约（Ich War Noch Niemals in New York） | Udo Jürgens      | 4:57             |
| 7.               | 老男孩（Arigatou）                                   | Takuya Oohashi   | 5:00             |
| 8.               | 你一定会成功（伴奏）                                 |                  | 3:34             |

中国大陆首周四天收获1.07亿人民币列第三位，最终累计2.09亿。

## 奖项
- 2014 上海国际电影节 最佳新人导演 肖央
- 2014 第六届澳洲国际华语电影节 最佳新人奖 屈菁菁
- 2014 电影频道传媒大奖 最佳新人导演 肖央